# Lekkoatletyka na Letnich Igrzyskach Olimpijskich 1984 – sztafeta 4 × 100 m mężczyzn
Sztafetę 4 × 100 metrów mężczyzn podczas XXIII Letnich Igrzysk Olimpijskich w Los Angeles rozegrano 10 (eliminacje) i 11 sierpnia 1984 (półfinały i finał) na stadionie Los Angeles Memorial Coliseum. Zwycięzcą została sztafeta Stanów Zjednoczonych, która biegła w składzie: Sam Graddy, Ron Brown, Calvin Smith i Carl Lewis. W finale ustanowiła rekord świata uzyskując czas 37,83 s.

## Rekordy
|                   | Reprezentacja     | Zawodnicy                                                  | Czas  | Data                      | Miejsce   |
| ----------------- | ----------------- | ---------------------------------------------------------- | ----- | ------------------------- | --------- |
| Rekord świata     | Stany Zjednoczone | Emmit King, Willie Gault, Calvin Smith, Carl Lewis         | 37,86 | 10 sierpnia 1983(dts)     | Helsinki  |
| Rekord olimpijski | Stany Zjednoczone | Charles Greene, Melvin Pender, Ronnie Ray Smith, Jim Hines | 38,2  | 20 października 1968(dts) | Meksyk    |
| Rekord olimpijski | Stany Zjednoczone | Larry Black, Robert Taylor, Gerald Tinker, Edward Hart     | 38,2  | 10 września 1972(dts)     | Monachium |

## Wyniki
| Poz. - pozycja |
| – rekord świata \| – rekord krajowy \| – rekord życiowy \| = – wyrównany rekord życiowy \| · – najlepszy wynik w sezonie \| = – wyrównany najlepszy wynik w sezonie \| – rekord olimpijski |
| Fn – falstart \| DNF – nie ukończył \| DNS – nie wystartował \| DSQ – zdyskwalifikowany |

### Eliminacje
20 sztafet przystąpiło do biegów eliminacyjnych. Rozegrano trzy biegi. Do półfinałów awansowały po cztery najlepsze sztafety w każdym biegu (Q) oraz cztery z najlepszymi czasami spośród pozostałych (q).

#### Bieg 1
| Poz. | Państwo           | Zawodnicy                                                                   | Rezultat | Uwagi |
| ---- | ----------------- | --------------------------------------------------------------------------- | -------- | ----- |
| 1    | Stany Zjednoczone | Sam Graddy, Ron Brown, Calvin Smith, Carl Lewis                             | 38,89    | Q     |
| 2    | RFN               | Christian Zirkelbach, Peter Klein, Jürgen Evers, Ralf Lübke                 | 39,04    | Q     |
| 3    | Francja           | Antoine Richard, Jean-Jacques Boussemart, Marc Gasparoni, Bruno Marie-Rose  | 40,04    | Q     |
| 4    | Senegal           | Mamadou Sène, Hamidou Diawara, Saliou Seck, Charles-Louis Seck              | 40,15    | Q     |
| 5    | Tajlandia         | Vichan Choocherd, Rangsam Intharachai, Prasit Boonprasert, Sumet Promna     | 40,58    | q     |
| 6    | Katar             | Waheed Khamis Al-Salem, Faraj Saad Marzouk, Jamal Al-Abdullah, Talal Mansur | 40,60    | q     |
| 7    | Gambia            | Bakary Jarjue, Dawda Jallow, Abdurahman Jallow, Omar Faye                   | 40,73    |       |

#### Bieg 2
| Poz. | Państwo      | Zawodnicy                                                                  | Rezultat | Uwagi |
| ---- | ------------ | -------------------------------------------------------------------------- | -------- | ----- |
| 1    | Kanada       | Ben Johnson, Tony Sharpe, Desai Williams, Sterling Hinds                   | 39,20    | Q     |
| 2    | Brazylia     | Arnaldo da Silva, Robson da Silva, Katsuhiko Nakaya, Paulo Roberto Correia | 39,27    | Q     |
| 3    | Włochy       | Antonio Ullo, Giovanni Bongiorni, Stefano Tilli, Pietro Mennea             | 39,87    | Q     |
| 4    | Nigeria      | Iziaq Adeyanju, Ikpoto Eseme, Lawrence Adegbeingbe, Chidi Imoh             | 39,94    | Q     |
| 5    | Ghana        | Philip Attipoe, Makarios Djan, Collins Mensah, Rex Brobby                  | 40,20    | q     |
| 6    | Sierra Leone | Abdul Mansaray, David Sawyerr, Felix Sandy, Ivan Benjamin                  | 40,77    |       |

#### Bieg 3
| Poz. | Państwo           | Zawodnicy                                                               | Rezultat | Uwagi |
| ---- | ----------------- | ----------------------------------------------------------------------- | -------- | ----- |
| 1    | Jamajka           | Norman Edwards, Greg Meghoo, Don Quarrie, Albert Lawrence               | 38,93    | Q     |
| 2    | Wielka Brytania   | Daley Thompson, Donovan Reid, Mike McFarlane, Allan Wells               | 39,00    | Q     |
| 3    | Indonezja         | Johannes Kardiono, Mohamed Purnomo, Christian Nenepath, Ernawan Witarsa | 40,43    | Q     |
| 4    | Barbados          | John Mayers, Hamil Grimes, Clyde Edwards, Anthony Jones                 | 40,47    | Q     |
| 5    | Antigua i Barbuda | Anthony Henry, Lester Benjamin, Alfred Browne, Larry Miller             | 40,70    | q     |
| 6    | Kongo             | Théophile Nkounkou, Henri Ndinga, Antoine Kiakouama, Jean-Didiace Bémou | 40,74    |       |
| 7    | Liberia           | Wallace Obey, Hassan Tall, Oliver Daniels, Augustus Moulton             | 42,05    |       |

### Półfinały
Rozegrano dwa biegi. Do finału awansowały po cztery najlepsze sztafety w każdym biegu (Q).

#### Bieg 1
| Poz. | Państwo           | Zawodnicy                                                                    | Rezultat | Uwagi |
| ---- | ----------------- | ---------------------------------------------------------------------------- | -------- | ----- |
| 1    | Stany Zjednoczone | Sam Graddy, Ron Brown, Calvin Smith, Carl Lewis                              | 38,89    | Q     |
| 2    | Włochy            | Antonio Ullo, Giovanni Bongiorni, Stefano Tilli, Pietro Mennea               | 39,32    | Q     |
| 3    | Kanada            | Ben Johnson, Tony Sharpe, Desai Williams, Sterling Hinds                     | 39,39    | Q     |
| 4    | Brazylia          | Arnaldo da Silva, Nelson dos Santos, Katsuhiko Nakaya, Paulo Roberto Correia | 39,52    | Q     |
| 5    | Ghana             | Philip Attipoe, Makarios Djan, Collins Mensah, Rex Brobby                    | 40,19    |       |
| 6    | Indonezja         | Johannes Kardiono, Mohamed Purnomo, Christian Nenepath, Ernawan Witarsa      | 40,37    |       |
| 7    | Senegal           | Mamadou Sène, Hamidou Diawara, Ibrahima Fall, Charles-Louis Seck             | 40,63    |       |
| 8    | Tajlandia         | Vichan Choocherd, Rangsam Intharachai, Prasit Boonprasert, Sumet Promna      | 40,83    |       |

#### Bieg 2
| Poz. | Państwo           | Zawodnicy                                                                   | Rezultat | Uwagi |
| ---- | ----------------- | --------------------------------------------------------------------------- | -------- | ----- |
| 1    | Jamajka           | Albert Lawrence, Greg Meghoo, Don Quarrie, Ray Stewart                      | 38,67    | Q     |
| 2    | Wielka Brytania   | Daley Thompson, Donovan Reid, Mike McFarlane, Allan Wells                   | 38,68    | Q     |
| 3    | RFN               | Jürgen Koffler, Peter Klein, Jürgen Evers, Ralf Lübke                       | 38,70    | Q     |
| 4    | Francja           | Antoine Richard, Jean-Jacques Boussemart, Marc Gasparoni, Bruno Marie-Rose  | 38,91    | Q     |
| 5    | Nigeria           | Iziaq Adeyanju, Ikpoto Eseme, Samson Oyeledun, Chidi Imoh                   | 38,98    |       |
| 6    | Antigua i Barbuda | Anthony Henry, Lester Benjamin, Alfred Browne, Larry Miller                 | 40,14    |       |
| 7    | Barbados          | John Mayers, Hamil Grimes, Clyde Edwards, Anthony Jones                     | 40,18    |       |
| 8    | Katar             | Waheed Khamis Al-Salem, Faraj Saad Marzouk, Jamal Al-Abdullah, Talal Mansur | 40,43    |       |

### Finał
| Poz. | Państwo           | Zawodnicy                                                                    | Rezultat | Uwagi |
| ---- | ----------------- | ---------------------------------------------------------------------------- | -------- | ----- |
| 1    | Stany Zjednoczone | Sam Graddy, Ron Brown, Calvin Smith, Carl Lewis                              | 37,83    | [ 1 ] |
| 2    | Jamajka           | Albert Lawrence, Greg Meghoo, Don Quarrie, Ray Stewart                       | 38,62    |       |
| 3    | Kanada            | Ben Johnson, Tony Sharpe, Desai Williams, Sterling Hinds                     | 38,70    |       |
| 4    | Włochy            | Antonio Ullo, Giovanni Bongiorni, Stefano Tilli, Pietro Mennea               | 38,87    |       |
| 5    | RFN               | Jürgen Koffler, Peter Klein, Jürgen Evers, Ralf Lübke                        | 38,99    |       |
| 6    | Francja           | Antoine Richard, Jean-Jacques Boussemart, Marc Gasparoni, Bruno Marie-Rose   | 39,10    |       |
| 7    | Wielka Brytania   | Daley Thompson, Donovan Reid, Mike McFarlane, Allan Wells                    | 39,13    |       |
| 8    | Brazylia          | Arnaldo da Silva, Nelson dos Santos, Katsuhiko Nakaya, Paulo Roberto Correia | 39,40    |       |